# Шевченко Володимир Петрович
Володимир Петрович Шевченко (нар. 13 травня 1944, м. Викса, Горьковська область, Росія) — колишній народний депутат України I скликання.
Народився 13 травня 1944 (м. Викса, Горьковська область, Росія) в сім'ї робітника; росіянин; одружений; має 2 дітей.

## Освіта
Донецький політехнічний інститут, інженер-електрик.
Народний депутат України 1-го скликання з квітня 1990 (2-й тур) до квітня 1994, Бердянський міський виборчій округ № 186, Запорізька область. Голова підкомітету з питань діяльності рад народних депутатів Комісії з питань діяльності рад народних депутатів, розвитку місцевого самоврядування. Входив до Народної Ради.
- З 1962 — учень стругальника, стругальник заводу «Азовкабель», м. Бердянськ.
- З 1963 — служба в армії.
- З 1966 — автоелектрик, акумуляторник, електроремонтник, електромонтер-ремонтник, інженер-конструктор, майстер, начальник служби ремонту, старший майстер, інженер-технолог, слюсар-наладник ВО «Азовкабель».

Був членом ПДВУ.